# بيت الحسيني القوابل (صنعاء)

تعديل مصدري - تعديل

بيت الحسيني القوابل هي إحدى قرى مديرية بني حشيش التابعة لمحافظة صنعاء اليمنية، بلغ تعداد سكانها 2904 نسمة حسب الإحصاء الذي أجري عام 2004.